# ANZSIC
ANZIC, Australian and New Zealand Standard Industrial Classification は、オーストラリア統計局と、ニュージーランド統計局による、産業統計分類
互国間、世界の産業統計の比較分類の為に開発
- 1993年、初版；1993年以前は別の産業分類
- 2006年、初版以来初めて発行

17産業分類：
- A — 農業, 林業, 漁業, 狩猟
- B — 鉱業
- C — 製造業
- D — 電気, ガス, 水 の供給
- E — 建設業
- F — 卸売業
- G — 小売業
- H — 住居, 飲食業（カフェ, レストラン）
- I — 交通, 倉庫
- J — コミュニケーション サービス
- K — 金融・保険
- L — 資産, ビジネス・サービス
- M — 行政、防衛
- N — 教育
- O — 健康医療, 共同体・サービス
- P — 文化的サービス、余暇サービス
- Q — パーソナルサービス、その他のサービス

## 参照
- http://www.abs.gov.au/AUSSTATS/abs@.nsf/DetailsPage/1292.02006?OpenDocument
- http://www.arc.gov.au/apply_grants/anzsic_codes.htm
- http://www.jcu.edu.au/office/research_office/Codes/anzic.html